# Пересадська сільська рада
Пересадська сільська рада (біл. Перасадзкі сельсавет) — адміністративно-територіальна одиниця в складі Борисовського району розташована в Мінській області Білорусі. Адміністративний центр — Пересади.
Пересадська сільська рада розташована на межі центральної Білорусі, на північному сході Мінської області орієнтовне розташування — супутникові знимки, на північний схід від районного центру Борисова.
До складу сільради входять 12 населених пунктів:
- Верески • Горелиця • Єльниця • Залісся • Острів • Пересади • Проходи • Стаї • Струпень • Тарасики • Упиревичі